# András Schiffer
András Schiffer (Boedapest, 19 juni 1971) is een Hongaarse advocaat en politicus, tussen 2010 en 2016 is hij lid van parlementaire aangelegenheden, oprichter van de "Lehet Más a Politika" (LMP) (Politiek Kan Anders). Tussen mei 2010 en januari 2012 en tussen 2013 en 2016 was hij fractievoorzitter van de parlementaire fractie. Tussen 2013 en 2016, was hij de covoorzitter van de partij.
Op 30 mei 2016 kondigde hij aan dat hij met ingang van 1 juni als co-voorzitter zou aftreden en met ingang van 31 augustus 2016 het mandaat van de Parlementaire Vergadering zou teruggeven en niet zou opkomen bij de verkiezingen van 2018-2019. Hij treedt ook af als co-voorzitter, maar behoudt zijn partijlidmaatschap en zal in de toekomst werken aan de opbouw van de "LMP" als een kritische globalist met een eco-politieke geest". Het ontslag werd uiteindelijk op 5 september 2016 ingediend.

## Bron
Dit artikel of een eerdere versie ervan is een (gedeeltelijke) vertaling van het artikel Schiffer András op de Hongaarstalige Wikipedia, dat onder de licentie Creative Commons Naamsvermelding/Gelijk delen valt. Zie de bewerkingsgeschiedenis aldaar.